# 朱利安·班達
朱利安·班達（法語：Julien Benda，1867年12月26日—1956年6月7日），亦譯為朱利安·本達、朱利安·邦達，是法國哲學家、小說家、評論家。曾經獲得四次諾貝爾文學獎與一次龔固爾文學獎的提名。善於寫作論理性文章，代表作有《知識分子的背叛》（La Trahison des Clercs）。

## 生平
1867年12月26日，出生在巴黎的富裕猶太人家庭。其曾經入讀巴黎中央工藝製造學院，後因缺乏對科學的興趣，於是轉學至巴黎大學就讀。1894年，他自巴黎大學畢業，獲得歷史專業學位，並且從事記者的工作。最初在《白皮評論》（La Revue blanche）上發表替德雷福斯主持正義的評論文章，而後與作家貝璣交往密切，遂替其所興辦的《半月叢刊》（Cahiers de la Quinzaine）撰稿。
1912年，出版《柏格森主義，一種變幻的哲學》（Le Bergsonisme, ou Une philosophie de la mobilité），以批判柏格森的哲學思想。

## 思想和觀點

### 批判柏格森的直覺主義
朱利安·班達以概念論者的理性主義反對法國哲學家柏格森的直覺主義。他認為柏格森的理論是把非理性的本能或單純的感覺反應神聖化的結果。

## 著作
- La Trahison des Clercs, Paris: B. Grasset, 1927.
  - 〔日文譯本〕木田稔譯，東京：小山書店，1941年。
  - 〔日文譯本〕宇京賴三譯，東京：未來社，1990年10月。
  - 〔簡體中文譯本〕孫傳釗譯，《知識分子的背叛》，長春：吉林人民出版社，2004年。
  - 〔簡體中文譯本〕佘碧平譯，《知識分子的背叛》，上海：上海人民出版社，2005年。
- Discours à la nation européenne, Paris: Gallimard, 1933.
  - 〔簡體中文譯本〕佘碧平譯，《對歐洲民族的講話》，上海：上海人民出版社，2005年。